# Pałac Noordeinde
Pałac Noordeinde (niderl. Paleis Noordeinde) – klasycystyczny pałac królewski w Hadze, jedna z oficjalnych siedzib holenderskiej rodziny królewskiej. Znajduje się w dzielnicy Centrum, przy ulicy Noordeinde, 400 metrów na północny zachód od Binnenhofu, siedziby holenderskiego parlamentu. Przed budynkiem znajduje się pomnik siedzącego na koniu Wilhelma I Orańskiego.

## Historia
W 1512 roku zarządca Stanów Generalnych Niderlandów Willem Goudt zlecił przebudowę stojącej na miejscu obecnego pałacu średniowiecznej zagrody w rezydencję. W 1566 roku budynek na kilkadziesiąt lat zmienił właściciela, by w 1591 roku został wydzierżawiony przez rząd holenderski i ostatecznie zakupiony w 1595 roku. W 1609 roku z pałacu korzystała wdowa po Wilhelmie I Orańskim Louise de Coligny wraz z jej synem, Fryderykiem Henrykiem Orańskim, który w 1645 roku przebudował oraz rozbudował obiekt, kupując okoliczne działki oraz wznosząc na miejscu tamtejszych zabudowań nowe skrzydła pałacowe, które powstały według projektu Jacoba van Campena i Pietera Posta. Około 1785 roku książę Wilhelm V Orański wzniósł balkon od strony Noordeinde. W 1817 roku syn Wilhelma V, król Wilhelm I, rozpoczął remont pałacu, dzięki czemu ten zyskał zbliżony do obecnego, klasycystyczny wygląd. Król zamieszkiwał pałac do swojej abdykacji w 1840 roku. Jego następca, Wilhelm II Holenderski, nie korzystał z obiektu, a Wilhelm III wykorzystywał go jako pałac zimowy. Ten w 1876 roku zarządził budowę w ogrodzie pałacowym stajni królewskich, a w 1895 roku wzniesiono archiwum pałacowe, które obecnie jest własnością Fundacji Zbiorów Historycznych Dynastii Oranie-Nassau. W 1948 roku spłonęła centralna część budowli. W latach 1952–1976 w północnym skrzydle obiektu mieściła się siedziba Instytutu Nauk Społecznych. Po renowacji w 1984 roku pałac był ponownie wykorzystywany, najpierw jako rezydencja królowej Beatrycze z mężem Clausem, a od 2013 do 2019 roku jako dom króla Wilhelma Aleksandra z rodziną.

## Galeria

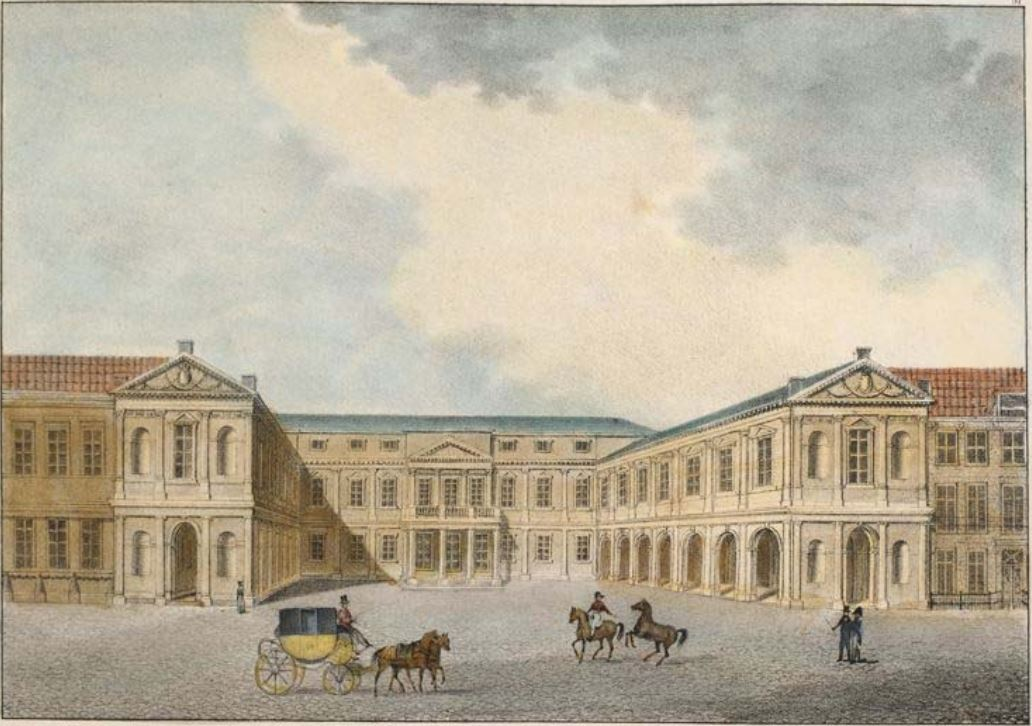
Pałac w 1830 roku
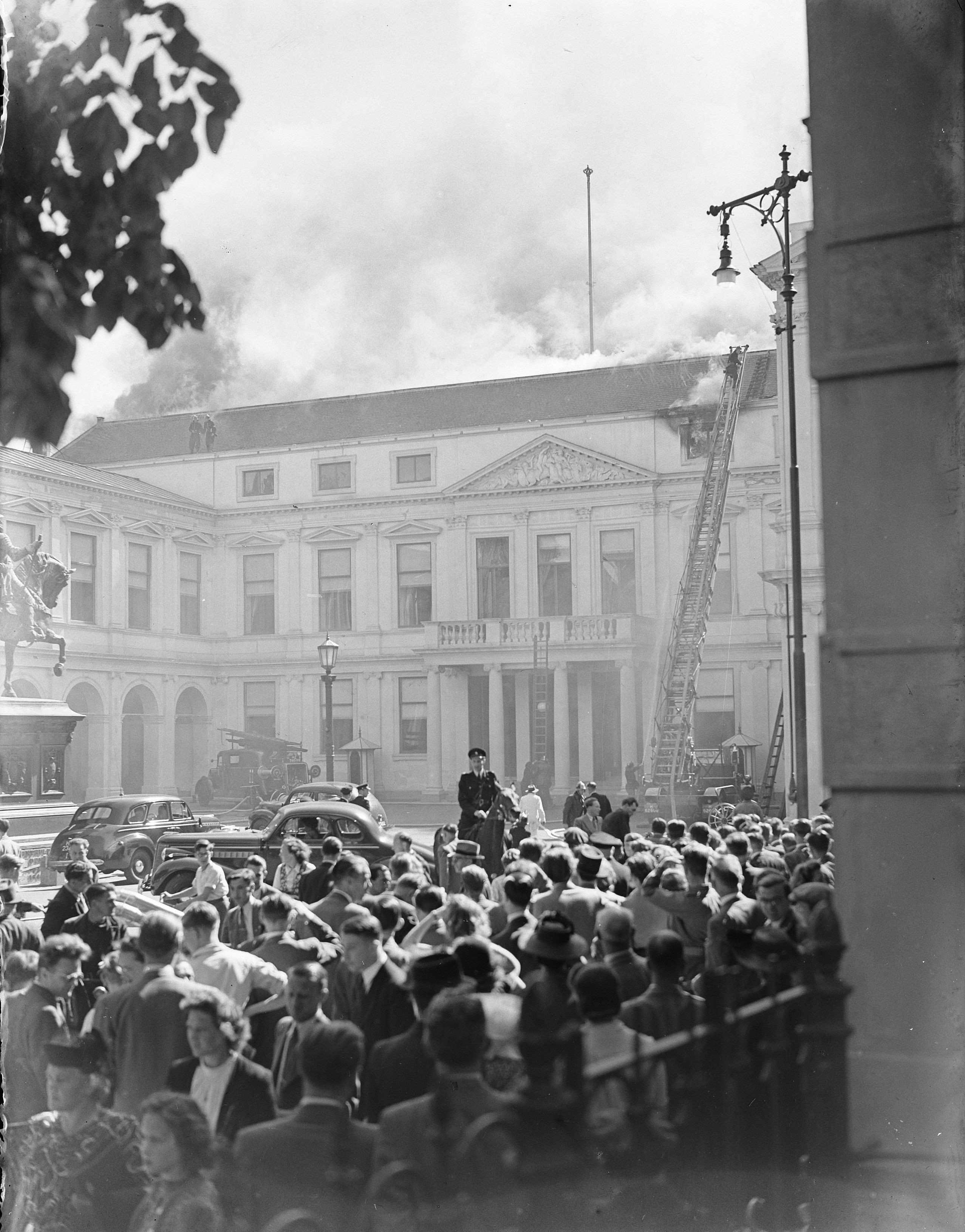
Pożar pałacu w 1948 roku
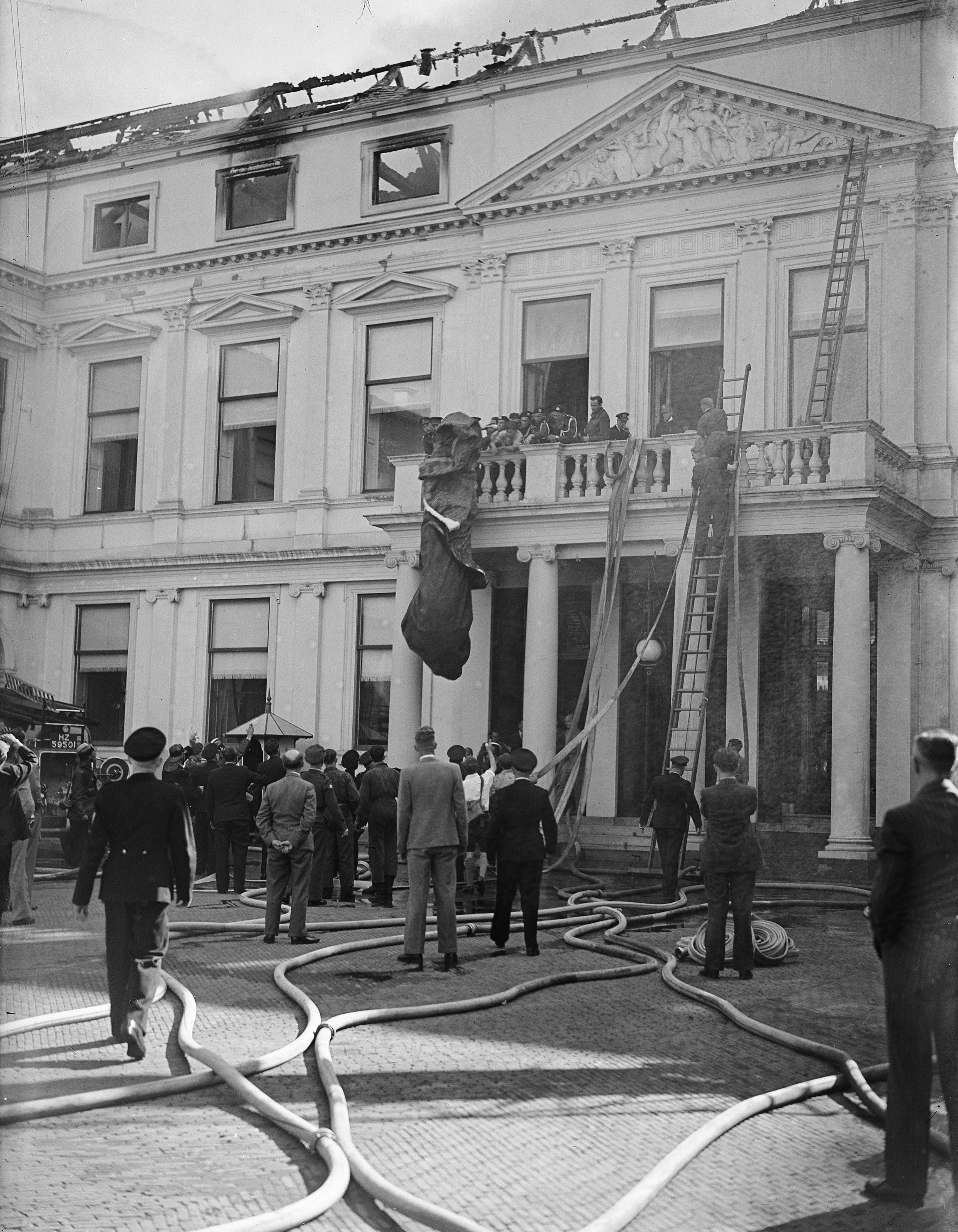
Zniszczony pałac po pożarze – wejście
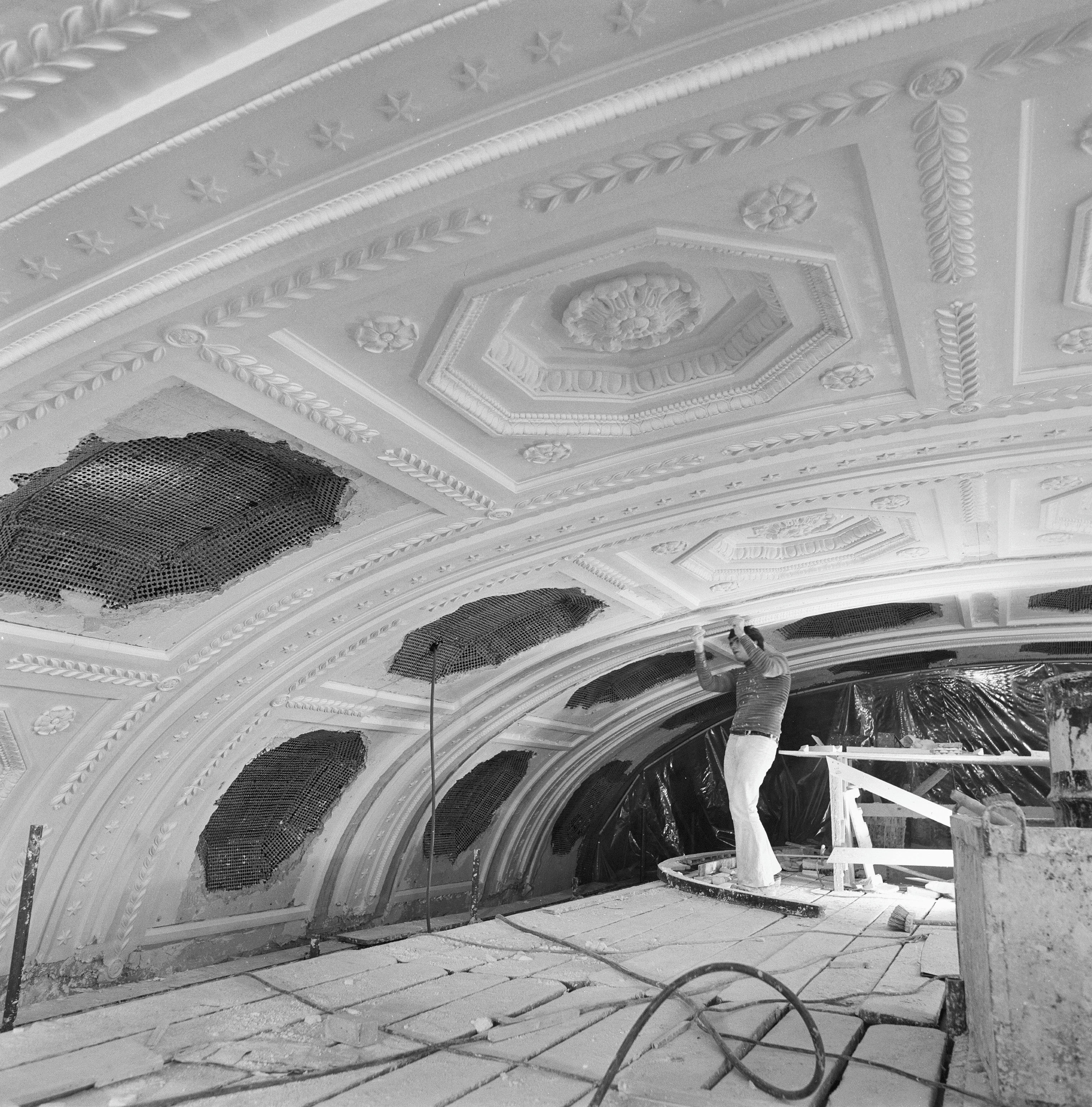
Renowacja jednej z sal w 1981 roku
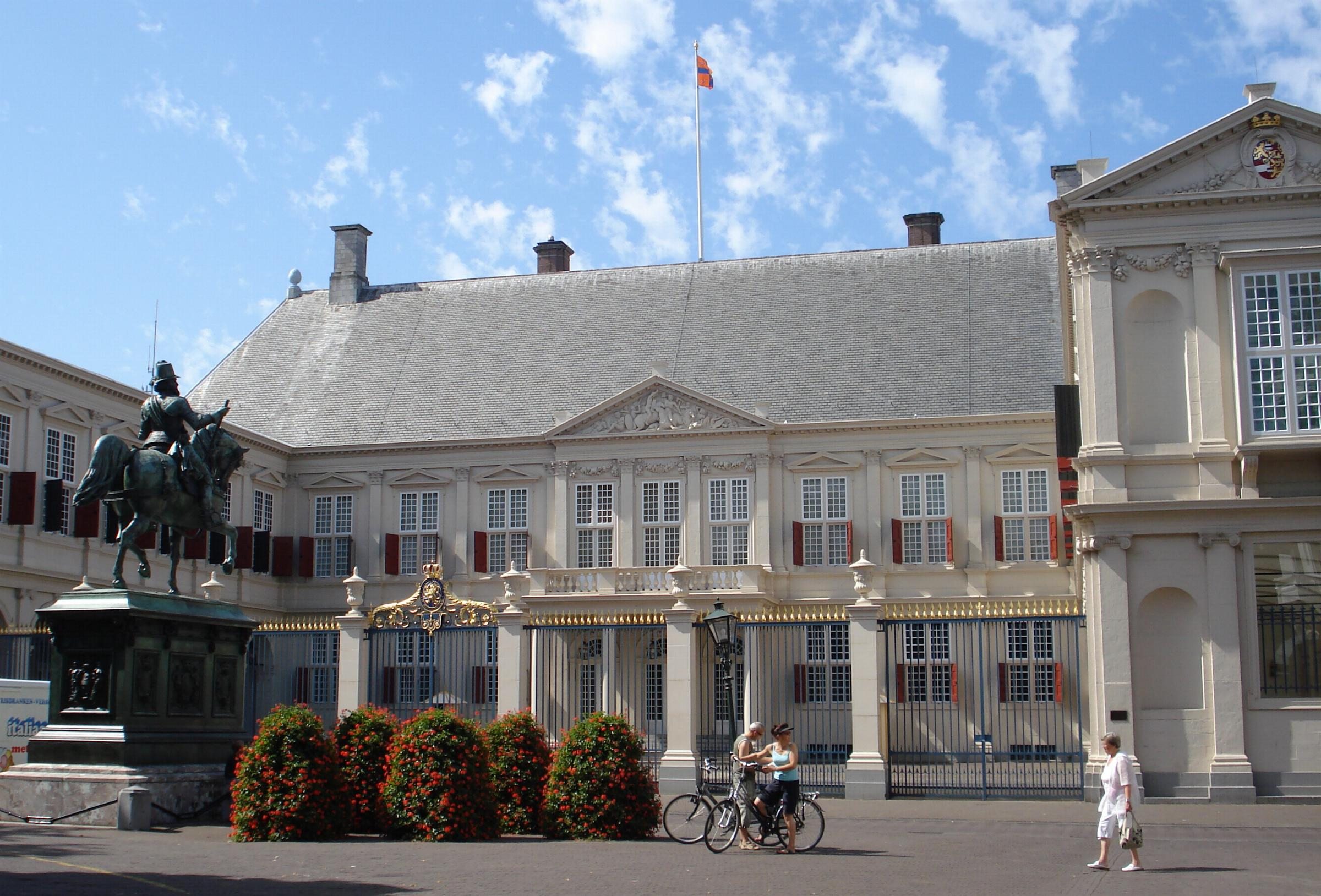
Fasada, widoczny pomnik Wilhelma I Orańskiego
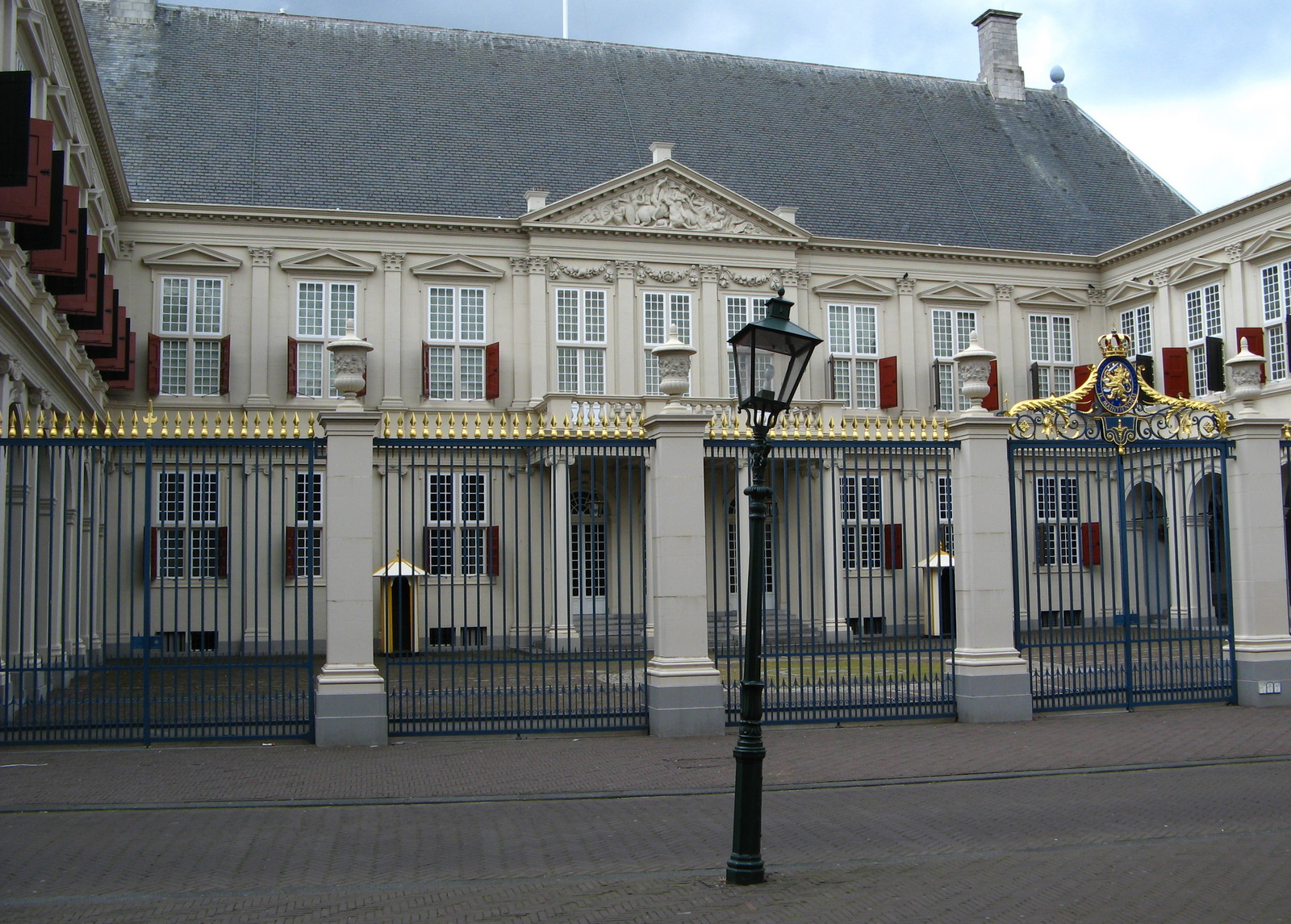
Wejście główne do pałacu – widok współczesny
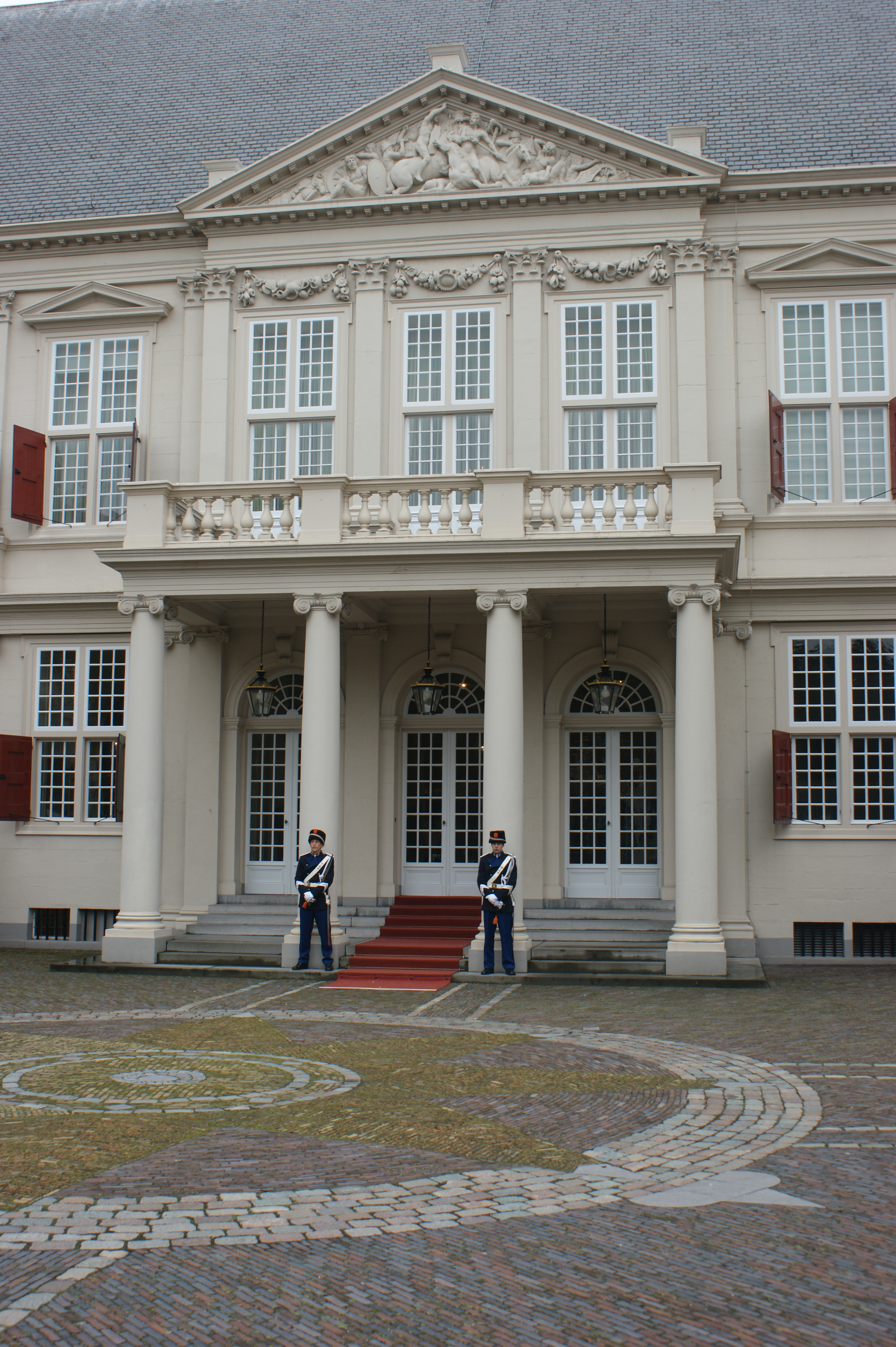
Balkon nad wejściem
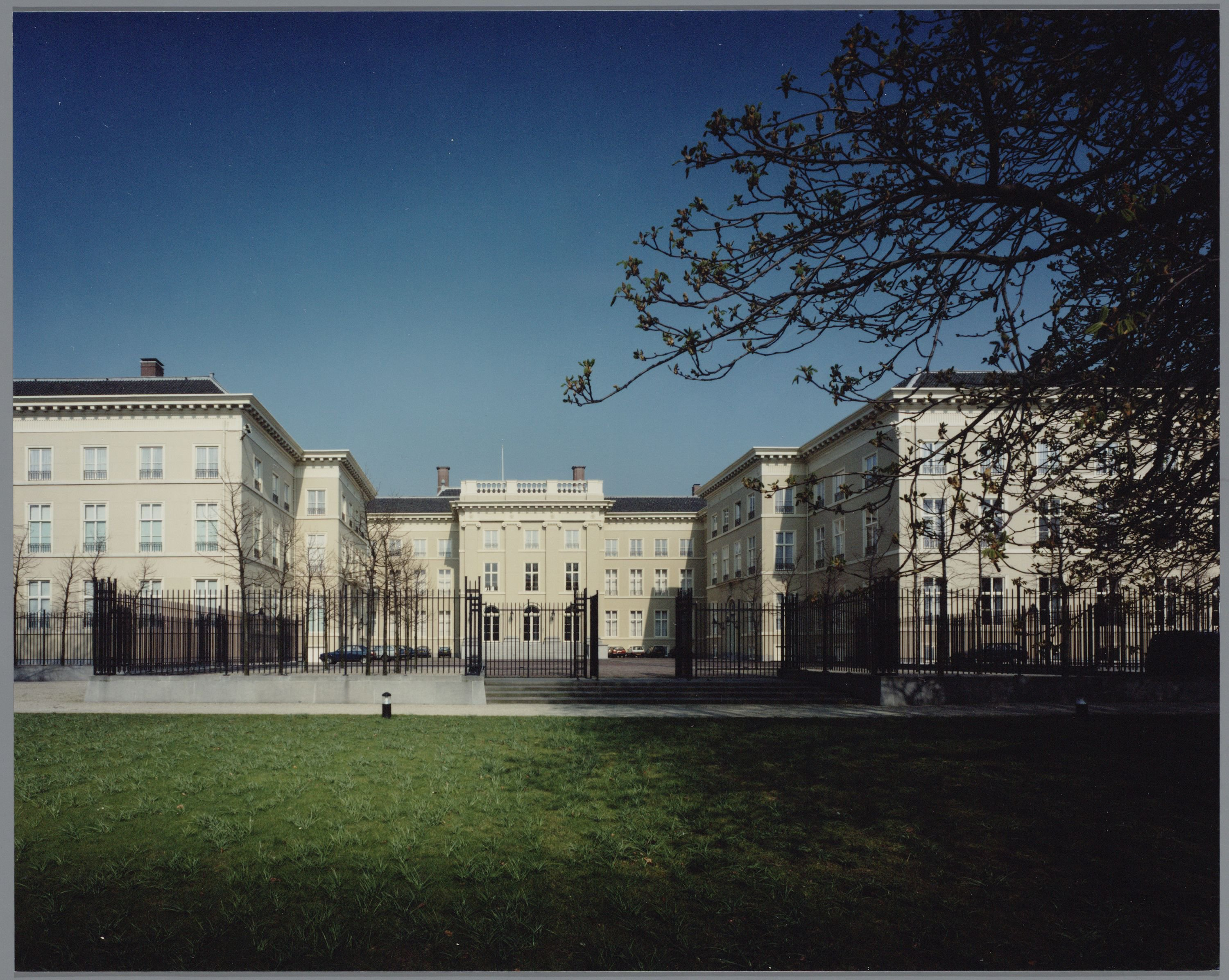
Widok na pałac od strony ogrodów pałacowych
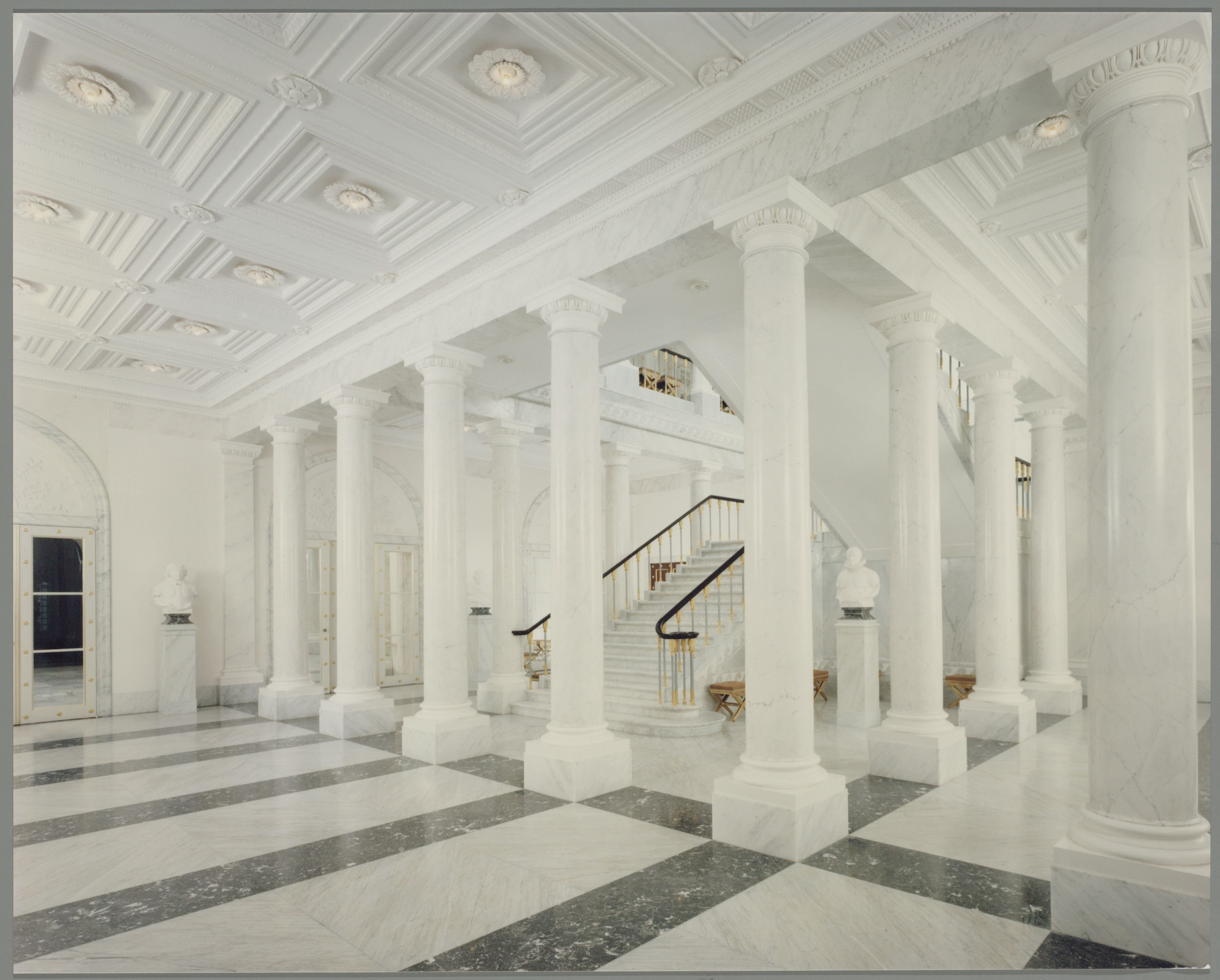
Hol główny
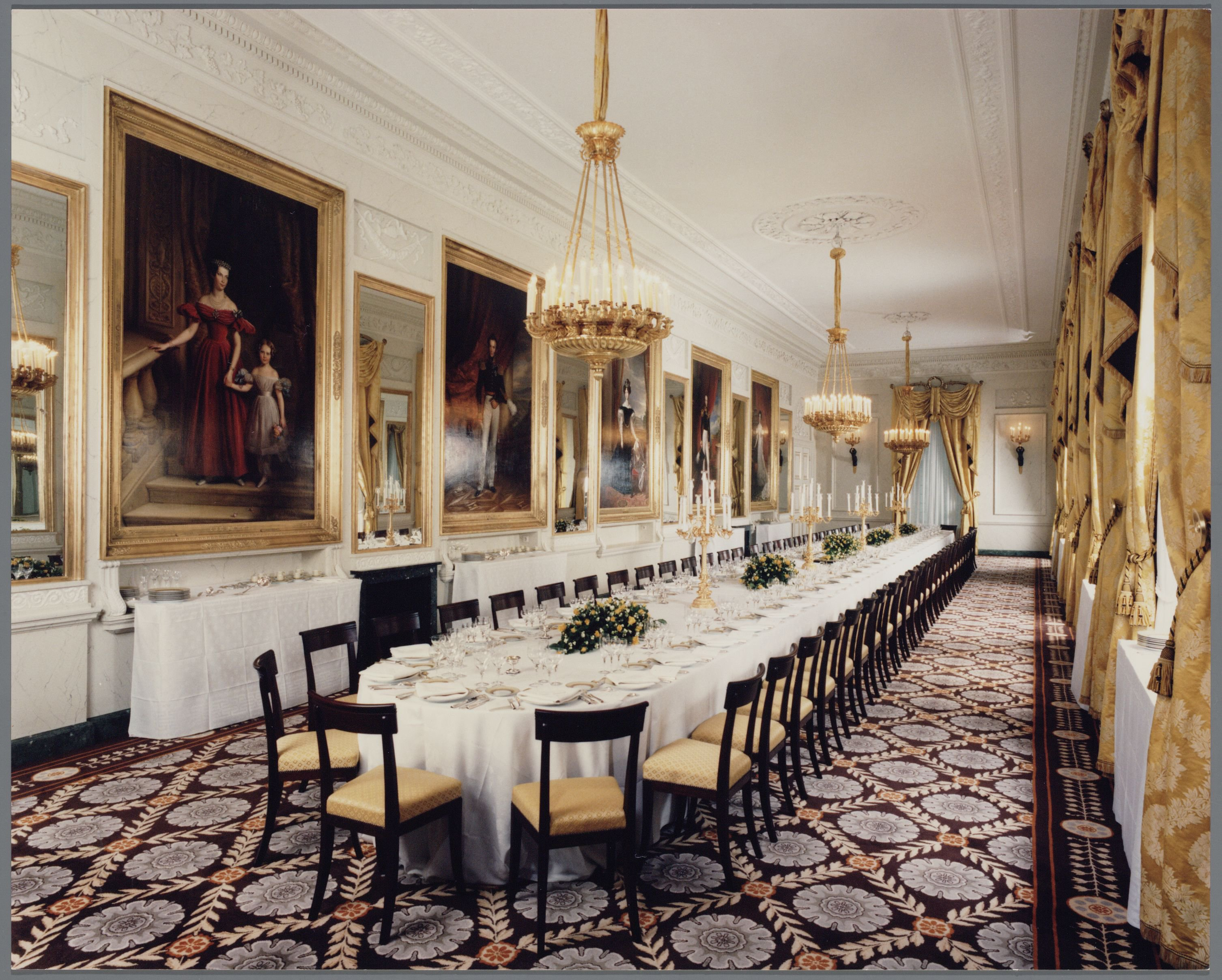
Sala jadalniana